# Codonorchideae
Codonorchideae is een kleine tribus (geslachtengroep) uit de Orchidoideae, een onderfamilie van de orchideeënfamilie (Orchidaceae)
De tribus is monotypisch (omvat slechts één geslacht) met twee soorten.
Het zijn terrestrische orchideeën uit het gematigde en subtropische streken van het Neotropisch gebied.
Codonorchideae worden gekenmerkt door een vingervormige wortelknol en een bloemstengel met meerdere bladeren, zoals bij de Orchideae, maar een bloemvorm zoals die bij de Diurideae voorkomt, met een lang, slank gynostemium met één enkel viscidium en niet-gedeelde pollinia.

## Taxonomie
Alhoewel het geslacht Codonorchis door Dressler in 1993 nog in de subtribus Chloraeinae van de Diurideae werd geklasseerd, worden de Codonorchideae momenteel op basis van DNA-onderzoek als een zustergroep van de Orchideae beschouwd..
- Geslacht: 
  - Codonorchis Lindl. (1840)

Subclade: 

Tribus: Codonorchideae

Geslacht: Codonorchis

Tribus: Diseae 

Subtribus: Brownleeinae · Coryciinae · Disinae · Huttonaeinae · Satyriinae 

Tribus: Orchideae 

Subtribus: Habenariinae · Orchidinae 

Subclade: 

Tribus: Cranichideae 

Subtribus: Cranichidinae · Galeottiellinae · Goodyerinae · Manniellinae · Megastylidinae · Pachyplectroninae · Prescottiinae · Pterostylidinae · Spiranthinae 

Tribus: Diurideae 

Subtribus: Chloraeinae · Acianthinae · Caladeniinae · Cryptostylidinae · Diuridinae · Drakaeinae · Prasophyllinae · Thelymitrinae 